# How Hard It Is
| Recensione              | Giudizio   |
| ----------------------- | ---------- |
| AllMusic                | [ 1 ]      |
| Robert Christgau        | C          |
| Sputnikmusic            | 2.8 (Good) |
| Dizionario del Pop-Rock | [ 4 ]      |

How Hard It Is è il quarto album in studio del gruppo rock statunitense Big Brother and the Holding Company, pubblicato dalla casa discografica Columbia Records nell'agosto del 1971.

## Tracce
Lato A
1. How Hard It Is – 4:16 (David Getz, Sam Andrew)
2. You've Been Talkin' 'Bout Me, Baby – 3:26 (Ray Rivera, Walter Hirsch, Gale Garnett)
3. House on Fire – 3:54 (David Getz, Louis Rappaport)
4. Black Widow Spider – 3:33 (Sam Andrew)
5. Last Band on Side One – 2:06 (Sam Andrew, Roscoe Segel)

Lato B
1. Nu Boogaloo Jam – 3:23 (Dan Nudelman, Sam Andrew)
2. Maui – 3:23 (Sam Andrew, Roscoe Segel)
3. Shine On – 5:18 (Peter Albin, Sam Andrew, David Getz)
4. Buried Alive in the Blues – 4:05 (Nick Gravenites)
5. Promise Her Anything But Give Her Arpeggio – 3:52 (David Schallock)

## Formazione
- Sam Andrew - voce, chitarra (in tutti i brani)
- Peter Albin - chitarra, basso, mandolino, vibraslap
- James Gurley - basso
- David Getz - batteria, pianoforte, marimba, percussioni

Altri musicisti
- Mike Finnegan - voce, organo Hammond, pianoforte (brani: How Hard It Is, Black Widow Spider, Buried Alive in the Blues, You've Been Talkin' 'Bout Me, Baby e Shine On)
- David Schallock - chitarra solista (brani: How Hard It Is, House on Fire, Nu Boogaloo Jam, Black Widow Spider e Promise Her Anything But Give Her Arpeggio)
- Kathy McDonald - voce (brano: Black Widow Spider)
- Nick Gravenites - voce (brano: Promise Her Anything But Give Her Arpeggio)
- Brano: Promise Her Anything But Give Her Arpeggio, arrangiato da David Schallock

Note aggiuntive
- Roscoe Segel e Roy Segel - produttori
- Registrazioni effettuate al Columbia Recording Studios di San Francisco (California)
- Roy Segel - ingegnere delle registrazioni
- Dave Brown, Mike Larner, George Engfer e George Horn - recordists
- Ringraziamento speciale: Colin, Wayne, Richard
- Dennis Nolan - grafica e copertina[7]